# Île Ugamak
L'île Ugamak (en aléoute : Ugangax̂)  est une île du groupe des Îles Fox appartenant aux îles Aléoutiennes en Alaska (États-Unis).
Selon R. H. Geoghegan, le toponyme signifie « île de la cérémonie ».
L'île Ugamak est longue de 9,5 km et se situe à 51 km à l'est de l'île Akutan.